# Stazione di Ishinomaki
La stazione di Ishinomaki (石巻駅?, Ishinomaki-eki) è la principale stazione ferroviaria della città di Ishinomaki, nella prefettura di Miyagi, in Giappone, ed è servita dalle linee Senseki e Ishinomaki della JR East.

## Servizi ferroviari
East Japan Railway Company
■ Linea Senseki
■ Linea Ishinomaki (compreso un servizio diretto, senza fermate intermedie, per Sendai via linea principale Tōhoku)

## Struttura
La stazione è dotata di un marciapiede laterale e due a isola, con cinque binari passanti, collegati al fabbricato da una passerella sopraelevata. Il fabbricato viaggiatori dispone di una biglietteria automatica e presenziata (aperta dalle 05:00 alle 21:00), tornelli automatici con supporto alla bigliettazione elettronica Suica, e servizi igienici.
| 1-2 | ■ Linea Senseki    | per Yamoto e Rikuzen-Ono                                    |
| 3   | ■ Linea Ishinomaki | per Maeyachi, Kogota e, via linea principale Tōhoku, Sendai |
| 4-5 | ■ Linea Ishinomaki | per Watanoha e Urashuku                                     |

## Stazioni adiacenti
- Il servizio a est della stazione è al momento interrotto in attesa del ripristino della linea. Vengono comunque riportate le successive stazioni in base al servizio come precedente il terremoto del 2011.

| «                 | Servizio                          | »                |
| Linea Ishinomaki  | Linea Ishinomaki                  | Linea Ishinomaki |
| ----------------- | --------------------------------- | ---------------- |
| Sobanokami        | ■ Locale                          | Rikuzen-Inai     |
| Sendai            | ■ Rapido diretto1                 | Capolinea        |
| Linea Senseki     |                                   |                  |
| Rikuzen-Yamashita | ■ Locale                          | Capolinea        |
| Servizio sospeso  | ■ Espresso Verde ■ Espresso Rosso | Capolinea        |

- 1: Il rapido diretto parte da Ishinomaki alle 6:28 e raggiunge Sendai alle 7:35 in 1 ora e 7 minuti.